# Finalen av Svenska cupen i fotboll 1986/1987
Finalen av Svenska cupen 1986/1987 ägde rum den 29 juni 1987 på Råsunda i Stockholm.

## Matchen
Matchen spelades mellan de båda division I-lagen Kalmar FF och Gais. Gais spelade sin första final sedan 1942 och deras andra final totalt, Kalmar spelade sin första final sedan 1981 och sin tredje final totalt. Detta var första gången sedan 1948 som inget allsvenskt lag spelade i finalen av Svenska cupen; den gången var det dock på grund av sommar-OS i London. 
Slutresultat i matchen var att Kalmar FF vann sin andra svenska cuptitel via en 2–0-seger. Målskyttar blev Billy Landsdowne redan efter tre minuter och Björn Wigstedt i början av andra halvlek. Publiken uppgick till 8 740 betalande åskådare. Anmärkningsvärt är att styrkeförhållandet mellan de båda lagen i serien skulle visa sig bli det omvända: Gais vann söderettan och kvalificerade sig för allsvenskan, medan Kalmar FF slutade näst sist och ramlade ner i division II.

## Startelvor
Kalmar FF 4-4-2
1 Leif Friberg
2 Torbjörn Arvidsson
10 Håkan Arvidsson
16 Mikael Marko
3 Magnus Arvidsson
19 Martin Holmberg
8 Björn Wigstedt
7 Peter Nilsson
14 Jan Jansson
21 Billy Lansdowne
15 Johny Erlandsson
 Gais 4-4-2
1 Sören Järelöv
3 Lallo Fernandez
7 Mikael Johansson
15 Alan Dodd
4 Mikael Blomqvist
5 Tony Persson
6 Lenna Kreivi
16 Magnus Gustafsson
14 Jan Lundqvist
8 Steve Gardner
9 Ulf Johansson

## TV-sändning
Matchen sändes inte direkt i TV, men SVT2 sände ett 60 minuter långt sammandrag av matchen med Agne Jälevik som kommentator, samma kväll som den spelades.

## Matchens bästa spelare
Martin Holmberg utsågs till matchens bästa spelare av Ian Rush.